# Man'yōshū
Le Man.yôshû (万葉集 , まんようしゅう) est le plus ancien recueil conservé de poésie japonaise, compilé dans la deuxième moitié du VIIIe siècle, pendant l’époque de Nara. Cette compilation est considérée comme le monument littéraire le plus important de son époque, et il s’agit de l’une des œuvres poétiques les plus célèbres du Japon.

## Description
Le Man.yôshû contient des poèmes composés sur une période de plus d’un siècle, allant du milieu du VIe siècle au milieu du VIIIe, le poème le plus récent datant de 759. Cette anthologie couvre donc la poésie japonaise depuis le règne de l’empereur Nintoku à celui de l’empereur Junnin.
Les auteurs de ces poèmes sont issus de diverses classes sociales : on y trouve l’empereur, des nobles, mais aussi le peuple ordinaire ainsi que des auteurs anonymes,.
Le recueil est divisé en 20 tomes, et comprend plus de 4500 poèmes. Il existe plusieurs formes de poèmes, ou 和歌 waka (« poésie de la langue japonaise »), dont les 短歌 tanka (« poème court ») et les ⾧歌 chôka (« long poème »).
Le Man.yôshû compte environ 260 chôka. Plus de 90% des poèmes de l’anthologie sont des tanka, soit plus de 4000 tanka.
Dans les siècles à suivre, le chôka deviendra très rare, et le tanka sera la forme la plus utilisée. Par conséquent, les termes généraux de 和歌 waka et 歌 uta (« chant ») feront référence aux tanka.
Parmi ces poèmes, on retrouve trois catégories principales :
- Les sômon : Ce terme signifie « échanges poétiques », et ils correspondent souvent à des poèmes d’amour. Ils sont les plus nombreux dans l’anthologie.
- Les banka : Il s’agit d’élégies funèbres, dédiés à un défunt.
- Les zôka : Ce sont les « poèmes divers », qui ne rentrent pas dans les deux catégories précédentes. Ils sont composés à l’occasion de fêtes, ou d’événements de la cour[5],[6].

Les poèmes sont rédigés avec un système d’écriture appelé man.yôgana. Ce système utilise les caractères chinois ou sinogrammes afin d’exprimer la langue japonaise. Les caractères sont utilisés à la fois pour leur valeur sémantique et phonétique.

Dans ces poèmes, on emploie souvent un procédé rhétorique appelé makura-kotoba (« mots-oreillers »), qui introduit un mot grâce à une expression spécifique, semblable à l'épithète homérique.
春の野に Printemps : sur la plaine
霞たなびき s’étire un banc de brume
うら悲し mélancoliquement
この夕影に et dans la pénombre du soir

鴬鳴くも du rossignol le chant s’élève !
Man.yôshû, XIX, 4290, Ôtomo no Yakamochi
Traduction française de Renée Sieffert.

## Compilation
L’identité du compilateur n’est pas certaine, et il existe plusieurs théories à ce sujet.
Ôtomo no Yakamochi (718-785) était un homme d’État de l’époque de Nara. On croit généralement qu’il est le compilateur du Man.yôshû, étant donné que les quatre derniers volumes contiennent environ 400 poèmes qui lui sont attribués. Il a eu une influence manifeste sur la totalité de l’œuvre.
Cependant, il existe plusieurs théories concernant la compilation du Man.yôshû. Parmi les 20 volumes, on remarque des groupes distincts dans lesquels l’organisation et la structure diffèrent particulièrement. Il est donc possible qu’il y ait eu plusieurs compilateurs, ou bien que Ôtomo no Yakamochi ait rassemblé plusieurs anthologies en une seule.

## Origine du titre
La signification du titre Man.yôshû 万葉集 fait débat. Il est composé des caractères 万 « dix mille, des millers », 葉 « feuilles » et 集« collection, recueil ». Plusieurs interprétations sont possibles, dont les principales sont :
- Un ouvrage qui recueille un grand nombre de poèmes ;
- Une anthologie qui utilise une quantité de papier conséquente ;
- Une anthologie pour toutes les générations, ou qui perdure au fil des générations. Cette interprétation est due à la présence du caractère 世 « génération » dans le caractère composé 葉 « feuilles »[8].

## Importance historique
En tant qu’œuvre majeure de l’époque de Nara, le Man.yôshû est indéniablement d’une grande valeur historique. Il contient non seulement des informations sur la société japonaise de l’époque, mais aussi des descriptions géographiques et botaniques : plus de 500 espèces de plantes y sont mentionnées.
Le Man.yôshû a également permis d’observer l’évolution de la langue japonaise, étant donné qu’il s’agit de la plus grande œuvre écrite en pur japonais avant le IXe siècle. De plus, on y trouve l’usage des man.yôgana, un système d’écriture qui se rapprochera du système actuel.

### Nom d’ère (Reiwa)
Le 1er mai 2019, le nom de la nouvelle ère qui succède l’ère Heisei (1989-2019) a été annoncée : l’ère Reiwa 令和. Ces caractères rei et wa ont été tirés d’un poème du Man.yôshû attribué à Ôtomo no Tabito, faisant de l’ère Reiwa la première ère japonaise portant un nom tiré de la littérature japonaise et non des classiques chinois.

Poème en japonais classique :
時に、初春の令月にして、気淑く風和ぎ、梅は鏡前の粉を披き、蘭は珮後の 香を薫す
Traduction française : 
« Voici le beau (rei) mois du début de printemps, l'air est doux et la brise légère (wa), le prunier a déployé ses fleurs blanches comme poudre d’une belle à son miroir, l’orchidée répand une odeur suave comme poche à parfums. »

## Postérité
Les astéroïdes (6118) Mayuboshi et (7104) Manyousyu ont été nommés en hommage à cette anthologie.
Un recueil d'environ 90 des 4 500 waka, essentiellement des poèmes d'amour adaptés en japonais moderne, est publié en octobre 2022 sous un titre voisin de « Plus qu'aimer, je veux être aimé ». Il rencontre un grand succès : six réimpressions, 90 000 exemplaires (mai 2023).